# Kościół Wszystkich Świętych i św. Jakuba w Giecznie
Kościół Wszystkich Świętych i świętego Jakuba – rzymskokatolicki kościół parafialny należący do dekanatu ozorkowskiego archidiecezji łódzkiej.
Świątynia została wzniesiona w latach 1717–1721. Ufundował ją Jan Pokrzywnicki – kanonik gnieźnieński, proboszcz krakowski i złakowski. Jest to budowla drewniana, posiadająca konstrukcję zrębową, oszalowana. Jej korpus został wybudowany na planie prostokąta i składa się z trzech naw o jednakowej wysokości rozdzielonych czterema parami słupów. Prezbiterium jest węższe, wielobocznie zamknięte. Przy nim od strony wschodniej znajduje się murowana prostokątna zakrystia, przy korpusie od strony południowej jest umieszczona kwadratowa kruchta. Wnętrze nakryte jest stropami płaskimi, chór muzyczny jest podparty dwoma słupami. Odrzwia posiadają falisty wykrój nadproża. Kościół nakryty jest dachami dwuspadowymi, gontowymi, nad nawą znajduje się wieżyczka z sygnaturką. Budowla została konsekrowana w dniu 18 listopada 1721 roku przez księdza Sebastiana Kasprowicza, kanonika łęczyckiego i proboszcza piątkowskiego za zgodą arcybiskupa gnieźnieńskiego Stanisława Szembeka.
Do wyposażenia świątyni należą: ołtarz główny w stylu barokowym wykonany w 1720 roku, mieszczący rzeźby świętych Apostołów Piotra i Pawła na bramkach i obrazy: Matki Bożej z Dzieciątkiem, w stylu barokowym (sukienka reprezentuje styl rejencji) oraz Wszystkich Świętych z XVIII wieku (pełniący rolę zasłony), pozostałe ołtarze: z lewej i prawej strony prezbiterium w stylu barokowym: mieszczące krucyfiks i obraz św. Rocha; w nawach bocznych w stylu barokowym z 1720 roku mieszczący obraz Komunii św. Stanisława Kostki, ozdobiony sukienką i wotami (ofiarowanymi przez Zendriona Maszkowskiwgo, właściciela Gieczna) i św. Anny Samotrzeć z XVIII wieku. Ambona w stylu barokowym ozdobiona obrazem św. Barbary z datą 1670 rok, chrzcielnica drewniana w stylu empirowym, organy wykonane w 1892 roku, stacje Drogi Krzyżowej w formie płaskorzeźby malowanej w 1990 roku oraz 3 dzwony.
.